# Louie B. Nunn
Pour les articles homonymes, voir Nunn et Louie.
Louie Broady Nunn, né le [8 mars 1924 dans le comté de Barren dans le Kentucky et mort le 29 janvier 2004 à Versailles (Kentucky), fut un homme politique américain qui fut Gouverneur du Kentucky de 1967 à 1971.

## Biographie
Il se lança en politique en 1954, remportant ses premières élections à l’âge de 29 ans comme juge de comté ; il organisa de façon convaincante les campagnes présidentielles dans le Kentucky pour le parti républicain pour le président Dwight Eisenhower en 1956 et pour les sénateurs John Sherman Cooper et Thurston N. Morton. 
Après avoir perdu les élections de 1963 aux mains d’Edward T. Breathitt, il fut élu gouverneur en 1967 en défaisant le démocrate Henry Ward. Son administration de quatre ans verra le Kentucky prendre position et mettre en place des programmes sociaux pour venir en aide aux personnes ayant des problèmes de déficience mentale et aux jeunes délinquants. Sous sa supervision, vingt-deux centres d’accueils pour soins mentaux pour personnes démunies seront fondées puis pris en charge par les quatre hôpitaux psychiatriques de l’état. 
Le système administratif universitaire fut lui aussi sujet à de nouvelles améliorations ; on le verra aussi mettre un terme au patronage existant au sein de la haute administration du gouvernement de l’état ; candidat défait pour les primaires sénatoriales de 1972 ; il perdit à nouveau contre John Y. Brown Jr. en 1979.  